# Abbe Museum
Pour les articles homonymes, voir Abbe.
L'Abbe Museum est un musée américain situé à Bar Harbor, sur l'Île des Monts Déserts, dans le comté de Hancock, dans le Maine. Il a deux bâtiments, l'un à Bar Harbour, et l'autre à Sieur de Monts, dans le parc national d'Acadia. Ce dernier bâtiment est inscrit au Registre national des lieux historiques depuis le 19 janvier 1983, et est d'un des premiers bâtiments de musée construit à cet effet dans l'État.
Le musée est consacré aux Abénaquis, un peuple autochtone du Maine.